# Ullvitmossa
Ullvitmossa (Sphagnum tenellum) är en bladmossart som beskrevs av Bridel 1819 [1818. Enligt Catalogue of Life ingår Ullvitmossa i släktet vitmossor och familjen Sphagnaceae, men enligt Dyntaxa är tillhörigheten istället släktet vitmossor och familjen Sphagnaceae. Arten är reproducerande i Sverige. Inga underarter finns listade i Catalogue of Life.